# ジュリー・ガーウッド
ジュリー・ガーウッド（Julie Garwood、1944年12月26日 - 2023年6月8日）は、アメリカ合衆国の小説家。ミズーリ州カンザスシティ出身。執筆ジャンルはロマンス、歴史ロマンス、サスペンスなど。発行部数は3500万部以上に上り、少なくとも24作が『ニューヨーク・タイムズ』のベストセラー・リストにランクインしたことがある。ヤングアダルト向けの"A Girl Named Summer" シリーズも執筆している。
『バラの絆は遥かなる荒野に』（原題："For the Roses" ）は"Rose Hill" として映画化された。

## 経歴
7人兄弟の6番目として、ミズーリ州カンザスシティでアイルランド系の大家族で育つ。5人の姉妹と1人の兄弟がいる。6歳の時に扁桃切除術を受けた影響で学校を休みがちになり、そのせいか他の同年代の子供たちのようにスムーズな音読ができなかった。11歳の時に母親がそのことに気付き、数学の教師シスター・エリザベスが夏休みを全て費やして、ガーウッドに音読を教えたり、物語を読むことの楽しさを教えた。彼女はガーウッドの人生に大変影響を与え、後にガーウッドは自分の娘に「エリザベス」と名付ける。
レジスタードナース（正看護師）を目指して勉強していた時、ロシア史の講義を受けたことで歴史に興味を持ち、看護と歴史の2つを専攻することを決める。ガーウッドのエッセイの質の高さに感銘を受けた教授に説得され、著述の道を選び、子供向けの小説"A Girl Named Summer"として実を結び、初の歴史小説『きらめく翼に守られて』（原題："Gentle Warrior" ）が完成する。
若くして結婚し、3人の子をもうけ、家族でカンザス州リーウッドに暮らしている。書く作業を楽しんではいたが、作家としてのキャリアを突き詰めようとは考えておらず、自分は一家の母、そして妻であり、いくつか書く仕事をもらえるフリーランスの作家として退屈しのぎに長めの物語を書いているようなものと考えていた。末っ子が学校に通い始めた後に参加した地元の作家協議会で出会ったエージェントが前述の2作の版権を売り、出版社から歴史ロマンスをもっと書いて欲しいと要望されるようになった。
歴史ロマンスのジャンルで成功したが、現代ロマンス・サスペンスのジャンルにも挑戦し、初の現代ロマンス『心うち砕かれて』（原題："Heartbreaker" ）は映像化のオファーがあるほか、雑誌『コスモポリタン』でシリーズ化された。

## 作品リスト
| 邦題                                                        | 原題                                                                 | シリーズ            | 刊行年月                                       | 刊行年月   | 訳者       | 出版社                                | 備考               |
| ----------------------------------------------------------- | -------------------------------------------------------------------- | ------------------- | ---------------------------------------------- | ---------- | ---------- | ------------------------------------- | ------------------ |
|                                                             | What's a Girl to Do?                                                 |                     | 1985年                                         |            |            |                                       | [ 注 2 ]           |
| きらめく翼に守られて                                        | Gentle Warrior                                                       |                     | 1985年10月                                     | 2016年02月 | 細田利江子 | ヴィレッジブックス                    |                    |
|                                                             | A Girl Named Summer                                                  |                     | 1986年03月                                     |            |            |                                       | ヤングアダルト向け |
| 運命の瞳に焦がれて                                          | Rebellious Desire                                                    |                     | 1986年06月                                     | 2017年03月 | 細田利江子 | ヴィレッジブックス                    |                    |
| 銀色の狼に魅入られて                                        | Honor's Splendour                                                    |                     | 1987年12月                                     | 2014年01月 | 細田利江子 | ヴィレッジブックス                    |                    |
| 精霊が愛したプリンセス                                      | The Lion's Lady                                                      | Crown's Spies 1     | 1988年12月                                     | 2006年12月 | 鈴木美朋   | ソニー・マガジンズ ヴィレッジブックス |                    |
|                                                             | Summer Rain                                                          |                     | 1989年06月                                     |            |            |                                       |                    |
| 太陽に魅せられた花嫁                                        | The Bride                                                            | Lairds' Brides 1    | 1989年07月                                     | 2007年07月 | 鈴木美朋   | ソニー・マガジンズ ヴィレッジブックス |                    |
| 夜に招かれた守護天使                                        | Guardian Angel                                                       | Crown's Spies 2     | 1990年05月                                     | 2010年05月 | 鈴木美朋   | ヴィレッジブックス                    |                    |
| 約束はエメラルドの航路に                                    | The Gift                                                             | Crown's Spies 3     | 1991年01月                                     | 2011年12月 | 鈴木美朋   | ヴィレッジブックス                    |                    |
| 麗しの女神をさらって                                        | The Prize                                                            |                     | 1991年08月                                     | 2015年08月 | 細田利江子 | ヴィレッジブックス                    |                    |
| ほほえみを戦士の指輪に                                      | The Secret                                                           | Highlands' Lairds 1 | 1992年05月                                     | 2008年06月 | 鈴木美朋   | ヴィレッジブックス                    |                    |
| 碧い夜明けの婚約者                                          | Castles                                                              | Crown's Spies 4     | 1993年07月                                     | 2014年05月 | 鈴木美朋   | ヴィレッジブックス                    |                    |
| 婚礼はそよ風をまとって                                      | Saving Grace                                                         |                     | 1993年12月                                     | 2013年06月 | 細田利江子 | ヴィレッジブックス                    |                    |
| モンタナの風をつかまえて                                    | Prince Charming                                                      |                     | 1994年06月                                     | 2012年06月 | 細田利江子 | ヴィレッジブックス                    |                    |
| バラの絆は遥かなる荒野に                                    | For The Roses                                                        | クレイボーン家 1    | 1995年02月                                     | 2009年08月 | 細田利江子 | ヴィレッジブックス                    |                    |
| メダリオンに永遠を誓って                                    | The Wedding                                                          | Lairds' Brides 2    | 1996年04月                                     | 2008年01月 | 細田利江子 | ソニー・マガジンズ ヴィレッジブックス |                    |
| バラに捧げる三つの誓い - ピンクのバラ - 白のバラ - 赤のバラ | The Clayborne Brides - One Pink Rose - One White Rose - One Red Rose | クレイボーン家 2    | 1998年08月 - 1997年6月 - 1997年7月 - 1997年8月 | 2011年04月 | 細田利江子 | ヴィレッジブックス                    | 中編集             |
| バラが導く月夜の祈り                                        | Come The Spring                                                      | クレイボーン家 3    | 1997年12月                                     | 2011年08月 | 細田利江子 | ヴィレッジブックス                    |                    |
| 黄金の勇者の待つ丘で                                        | Ransom                                                               | Highlands' Lairds 2 | 1999年09月                                     | 2008年10月 | 細田利江子 | ヴィレッジブックス                    |                    |
| 心うち砕かれて                                              | Heartbreaker                                                         |                     | 2000年08月                                     | 2002年01月 | 中村三千恵 | 二見書房                              |                    |
| 標的のミシェル                                              | Mercy                                                                |                     | 2001年09月                                     | 2003年06月 | 部谷真奈実 | ソニー・マガジンズ ヴィレッジブックス |                    |
| 魔性の女がほほえむとき                                      | Killjoy                                                              |                     | 2002年09月                                     | 2004年12月 | 鈴木美朋   | ソニー・マガジンズ                    |                    |
| 雨に抱かれた天使                                            | Murder List                                                          |                     | 2004年08月                                     | 2007年04月 | 鈴木美朋   | ソニー・マガジンズ ヴィレッジブックス |                    |
| 震える夜が終わるまで                                        | Slow Burn                                                            |                     | 2005年8月                                      | 2009年01月 | 鈴木美朋   | ヴィレッジブックス                    |                    |
| 嘘はオアシスに眠る                                          | Shadow Dance                                                         |                     | 2006年12月                                     | 2009年12月 | 鈴木美朋   | ヴィレッジブックス                    |                    |
| 広野に奏でる旋律                                            | Shadow Music                                                         | Highlands' Lairds 3 | 2007年12月                                     | 2010年12月 | 鈴木美朋   | ヴィレッジブックス                    |                    |
| 氷雪の眼差しに灼かれて                                      | Fire and Ice                                                         |                     | 2008年12月                                     | 2012年12月 | 鈴木美朋   | ヴィレッジブックス                    |                    |
| 最後の朝が来るまえに                                        | Sizzle                                                               |                     | 2009年12月                                     | 2015年02月 | 鈴木美朋   | ヴィレッジブックス                    |                    |
| 傷痕に優しいキスを                                          | The Ideal Man                                                        |                     | 2011年08月                                     | 2015年11月 | 鈴木美朋   | ヴィレッジブックス                    |                    |
| 暗闇に重なる吐息                                            | Sweet Talk                                                           |                     | 2012年08月                                     | 2017年07月 | 鈴木美朋   | ヴィレッジブックス                    |                    |
|                                                             | Hotshot                                                              |                     | 2013年08月                                     |            |            |                                       |                    |
|                                                             | Fast Track                                                           |                     | 2014年02月                                     |            |            |                                       |                    |